# Forest Hills (Tennessee)
Forest Hills és una població dels Estats Units a l'estat de Tennessee. Segons el cens del 2000 tenia 4.710 habitants.

## Demografia
Segons el cens del 2000, Forest Hills tenia 4.710 habitants, 1.729 habitatges, i 1.471 famílies. La densitat de població era de 196,2 habitants/km².
Dels 1.729 habitatges en un 36,3% hi vivien nens de menys de 18 anys, en un 79,4% hi vivien parelles casades, en un 3,9% dones solteres, i en un 14,9% no eren unitats familiars. En l'11,7% dels habitatges hi vivien persones soles el 6% de les quals corresponia a persones de 65 anys o més que vivien soles. El nombre mitjà de persones vivint en cada habitatge era de 2,72 i el nombre mitjà de persones que vivien en cada família era de 2,96.
Per edats la població es repartia de la següent manera: un 25,8% tenia menys de 18 anys, un 3,5% entre 18 i 24, un 20,4% entre 25 i 44, un 34,3% de 45 a 60 i un 15,9% 65 anys o més.
L'edat mediana era de 45 anys. Per cada 100 dones de 18 o més anys hi havia 95,8 homes.
La renda mediana per habitatge era de 124.845 $ i la renda mediana per família de 154.148 $. Els homes tenien una renda mediana de 100.000 $ mentre que les dones 41.125 $. La renda per capita de la població era de 68.228 $. Entorn de l'1,2% de les famílies i l'1,7% de la població estaven per davall del llindar de pobresa.

## Poblacions més properes
El següent diagrama mostra les poblacions més properes.